# Alma (Missouri)
Alma és una població dels Estats Units a l'estat de Missouri. Segons el cens del 2000 tenia 399 habitants.

## Demografia
Segons el cens del 2000, Alma tenia 399 habitants, 179 habitatges, i 117 famílies. La densitat de població era de 570,6 habitants per km².
Dels 179 habitatges en un 25,1% hi vivien nens de menys de 18 anys, en un 57,5% hi vivien parelles casades, en un 5,6% dones solteres, i en un 34,6% no eren unitats familiars. En el 32,4% dels habitatges hi vivien persones soles el 24,6% de les quals corresponia a persones de 65 anys o més que vivien soles. El nombre mitjà de persones vivint en cada habitatge era de 2,23 i el nombre mitjà de persones que vivien en cada família era de 2,83.
Per edats la població es repartia de la següent manera: un 19,8% tenia menys de 18 anys, un 6,8% entre 18 i 24, un 24,3% entre 25 i 44, un 24,8% de 45 a 60 i un 24,3% 65 anys o més.
L'edat mediana era de 44 anys. Per cada 100 dones de 18 o més anys hi havia 74,9 homes.
La renda mediana per habitatge era de 37.426 $ i la renda mediana per família de 49.375 $. Els homes tenien una renda mediana de 28.942 $ mentre que les dones 21.607 $. La renda per capita de la població era de 24.000 $. Entorn del 0,9% de les famílies i el 4,1% de la població estaven per davall del llindar de pobresa.

## Poblacions properes
El següent diagrama mostra les poblacions més properes.